# ذبابة تسي تسي
ذُبَابَة تْسِي تْسِي أو الشَّذاة أو اللاَّسِنَة أو ذبابة مرض النوم أو ذباب تسیتسی (الاسم العلمي: Glossina) هي جنس من الحشرات يتبع فصيلة اللاسنية من رتبة الذوات الجناحين. تعيش في إفريقيا بين خطي عرض 15 شمالًا و 30 جنوبًا تنقل داء المثقبيات الإفريقي (مرض النوم).
أول من ربط بين المرض وذبابة تسي تسي هو الطبيب والجراح الإنجليزي ديفيد بروس. حشرة التسي التسي حشرة خطيرة جدًا فإذا لسعت الشخص فقد تسبب له غيبوبة والنوم لفترات طويلة.